# Дино Баларин
Дино Баларин (на италиански: Dino Ballarin) е италиански футболист, вратар.

## Кариера
Играе за Ровиго и Клодия, а през 1947 г. преминава в Торино, доведен от брат си Алдо за трети вратар.
Той пристига от аматьорските групи и никога не играе официален мач за Торино. Отличава се със своята отдаденост за Торино, като например пристига първи за тренировка и си тръгва последен. Като награда, брат му Алдо убеждава клуба да го вземе в Лисабон, за приятелския мач с Бенфика, което е и последният мач на Великият Торино. Решението също така предизвиква голямо разочарование за втория вратар Ренато Гандолфи, който е уведомен с малка бележка. Гандолфи не знае, че това ще спаси живота му. Двамата братя Баларин загиват в самолетната катастрофа в Суперга, близо до Торино.
В памет на Дино Баларин и брат му Алдо, град Киоджа преименува своя общински стадион в чест на двамата футболисти. Град Сан Бенедето дел Тронто през 1949 г., преименува своя стадион, използван тогава от Самбеденезе на двамата братя.
Дино Баларин е погребан в Киоджа, до брат си Алдо.

## Отличия
- Серия А: 1947/48, 1948/49